# جو لويس لايت
جو لويس لايت (بالإنجليزية: Joe Louis Light)‏ (1934-2005) هو رسام أمريكي من دييرسبورغ، تينيسي. يتمحور عمله حول الفلسفة المتعالية، وتحقيق التنوير الروحي أو الأخلاقي، وتوازن الكون ونظامه.

## حياته
نشأ جو لايت في مزرعة خارج دييرسبورغ في تينيسي مع أمه البكر ماري، ووالده هيواثا. انفصل عن والديه وهو صبي صغير وأكمل تعليمه في مدرسة بروير الثانوية حتى الثامنة من عمره. أمضى شبابه بالعمل في الزراعة إلى أن تطوع في الجيش في مارس 1951. ولكنه سُرّح من الخدمة في أغسطس من نفس العام، بسبب، حسب قوله، «اكتشافه أنهم سيرسلونه إلى كوريا، فألحق الأذى بذراعه». بعد خروجه من الجيش بفترة وجيزة، سُجِن في الفترة من 1954-1955 بتهمة السطو المسلح على متجر بقالة. سُجن في إصلاحية ناشفيل في الفترة من 1960 إلى 1966 ومن 1966 إلى 1968. أثناء قضاءه أول عقوبة سجن، التقى لايت بحاخام ثم اعتنق اليهودية. أشار إلى أن استماعه للعهد القديم «كان أول مرة يبدو له ما يقوله الواعظ أمرًا منطقيًا.»
تزوج لايت مرتين. تزوج وأنجب طفلين في أوائل العشرينيات من عمره، ولكنه ترك تلك الأسرة قبل دخوله السجن في عام 1960. بعد إطلاق سراحه من السجن في عام 1966، سافر إلى أماكن مختلفة في جنوب غرب وسط غرب البلاد، حيث تودد إلى النساء بغرض الزواج. حسب قول لايت، فإنه سافر إلى أركانساس، وأوكلاهوما، وكنساس، وميسوري، وتينيسي بحثًا عن زوجة. التقى بروزي لي كوتون، وتزوجها فورًا بعد إطلاق سراحه الثاني من السجن في 1 سبتمبر 1968. أنشآ معًا خمسة أبناء وخمس بنات خارج ممفيس في تينيسي.
استأجر لايت كشكًا في سوق السلع المستعملة المحلي وكان مصدرًا رئيسيًا لدخله. أعاد تصنيع أغراض مستعملة أو عتيقة ثم باعها في السوق. لم يبِع لوحاته أو لافتاته هناك قط.
كان لايت منعزلًا صريحًا. على الرغم من ندرة مغادرته لمنزله أو التقاءه بجيرانه، كان متمسكًا بما يشبه النهج الإنجيلي المُتمثل بنشر العدالة السياسية والأخلاق المستمدة من العهد القديم. «كان يتسم بحماسة المعتنقين؛ وكان يعتقد أنه يمتلك حلول مشاكل العالم».
توفي لايت في 6 أغسطس 2005 وهو في السبعين من عمره ودُفن في مقبرة المحاربين القدامى غرب تينيسي.

## مسيرته المهنية
بدأ جو لايت ممارسة الفن باستفاضة بعد اعتناقه اليهودية. أثناء سفره إلى الجنوب الغربي بحثًا عن زوجة، بدأ بخط القواعد الأخلاقية وأشعار العهد القديم وكتابتها على الجدران في المساحات العامة. ساهمت الكتابة على الجدران في تطوير أسلوبه في اللافتات، والذي وظفه في التبشير بمدونته الأخلاقية. فور زواجه بروزي لي كوتون واستقراره في منزله في لووني سانت في ممفيس عام 1970، استخدم منزله كمقر رئيسي لنقل رسائله. كانت كتاباته الجدارية في ستينيات القرن العشرين مصدر إلهام له وبدأ بكتابة القواعد الأخلاقية والأدبية على نوافذ منزله وجوانبه.

### المواد
استخدم لايت الخشب الجاف الذي يُعثر عليه في الميسيسبي لصناعة بعض منحوتاته. استخدم مواد أخرى كأجهزة التلفاز القديمة وإطارات العجلات لصنع لوحاته وتجميعاته. أُنتج العديد من لوحاته بطلاء المنازل على الخشب الرقيق.